# Yakuwarigo
 (février 2023).
Yakuwarigo (japonais : 役割語, littéralement « langage de rôle ») est un style de langage, souvent utilisé dans les œuvres de fiction, qui transmet certaines informations sur le locuteur tels que l'âge, le genre ou la classe sociale. Il désigne particulièrement des parlers utilisés dans les médias en japonais tels que les mangas, les animes et les romans. Bien que très caractéristique, il est généralement très distinct du japonais parlé dans la vie réelle. L'étendue et la variété du yakuwarigo japonais peuvent d'autant plus poser de problèmes de traduction qu'il repose souvent sur la variation de caractéristiques telles que les pronoms à la première personne ou les particules de fin de phrase, souvent absents de langues comme le français ou l'anglais.

## Exemples
Les phrases suivantes  veulent toutes dire la même chose : oui, je sais"
- sō da yo, boku ga shitteru no sa : jeune garçon (ou si parlé par une locutrice, un garçon manqué)
- sō yo, atashi ga shitteru wa : femme
- sō desu wa yo, watakushi ga zonjite orimasu wa : femme de haut rang
- sō ja, sessha ga zonjite oru : samouraï
- sō ja, washi ga shitte oru : homme âgé
- so ya, wate ga shittoru dee : locuteur du dialecte du Kansai (souvent associé aux comédiens, marchands, délinquants ou occidentaux non anglophones)
- nda, ora shitteru da : homme de la campagne
- sō aru yo, watashi ga shitteru aru yo : Chinois (cf. Kyowa-go)